# Цигенхајн (Вестервалд)
Цигенхајн (њем. Ziegenhain) општина је у њемачкој савезној држави Рајна-Палатинат. Једно је од 119 општинских средишта округа Алтенкирхен (Вестервалд). Према процјени из 2010. у општини је живјело 133 становника. Посједује регионалну шифру (AGS) 7132119.

## Географски и демографски подаци
Цигенхајн се налази у савезној држави Рајна-Палатинат у округу Алтенкирхен (Вестервалд). Општина се налази на надморској висини од 300 метара. Површина општине износи 0,7 km². У самом мјесту је, према процјени из 2010. године, живјело 133 становника. Просјечна густина становништва износи 187 становника/km².